# Suspended Looping Coaster

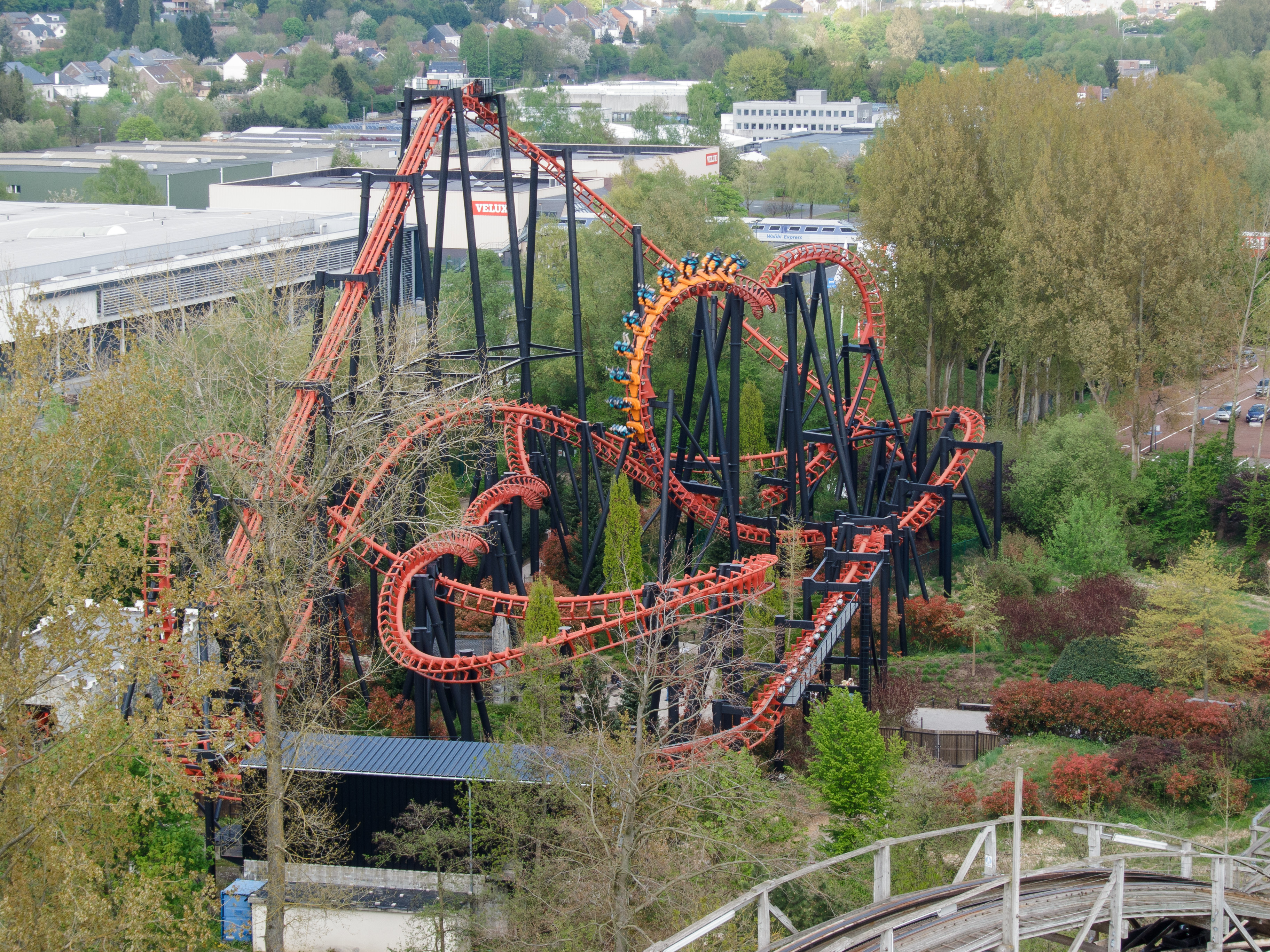
689 m Standard SLC Vampire in Walibi Belgium

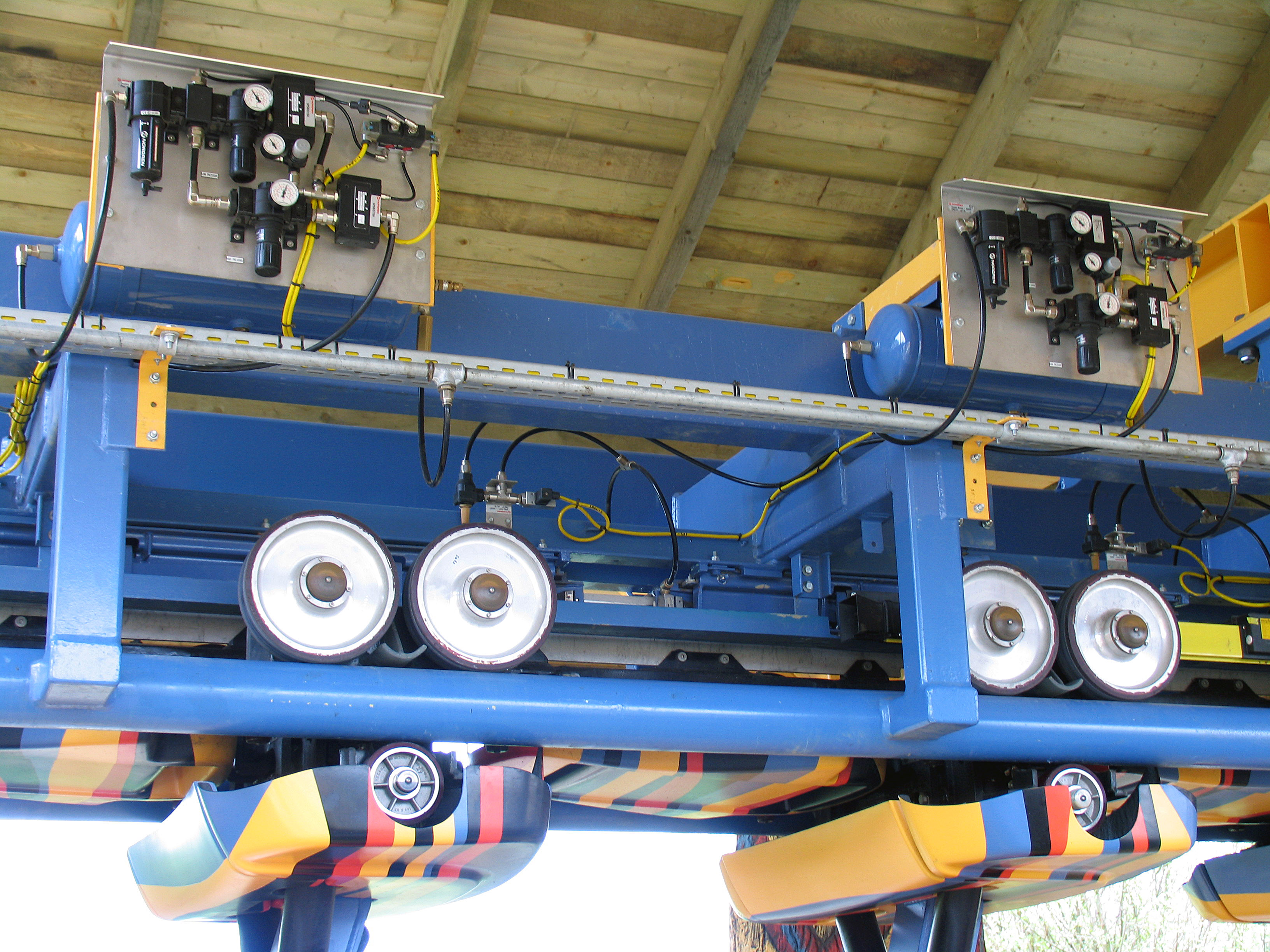
Räder und Brems-Pneumatik eines SLC (Kumali)

Suspended Looping Coaster, kurz: SLC, (deutsch etwa: aufgehängte Looping-Achterbahn) ist eine Produktbezeichnung, die der niederländische Achterbahn-Hersteller Vekoma für seine Inverted Coaster benutzt.

## Begriffsinhalt
Ins Deutsche übersetzt bedeutet der Begriff so viel wie aufgehängte Looping-Achterbahn (ugs. Hängeachterbahn). Eine offizielle deutsche Übersetzung gibt es allerdings nicht.
Betrachtet man die Bezeichnung für die Standardmodelle genauer, so fallen einige Ungereimtheiten auf: Zum einen sind Bahnen des Typs SLC keine Suspended Coaster im eigentlichen Sinn, da sie nicht spürbar zu den Seiten ausschwingen. Zum anderen enthält ein Standard-SLC gar keinen Looping, sondern einen Roll-over, einen Sidewinder und zwei Inline-Twists.
Da das Standardmodell durch die vielen Auslieferungen so weit verbreitet ist, wird in die Abkürzung SLC manchmal spöttisch Standard Looping Coaster interpretiert.

## Auslieferungen

Layout eines Suspended Looping Coaster 689 m Standard

Die meisten SLCs werden mit standardisierter Streckenführung ausgeliefert. Am häufigsten ist der SLC (689 m Standard). Die Strecke des SLC (787 m Extended) ist im Vergleich dazu etwas länger. Der SLC (765 m Extended with Helix) besitzt eine zusätzliche Helix vor der Schlussbremse. Leicht vom Standard weicht auch der SLC (662 m Prototype) ab, zu dem die Erstauslieferung Condor in Walibi Holland, Niederlande und T2 in den USA zählen.
Die Streckenführung des SLC (Shenlin) ist ebenfalls standardisiert, unterscheidet sich jedoch völlig von der des SLC (689 m Standard). SLC (Shenlin with Helix) wird die Version mit zusätzlicher Helix genannt.
Neben diesen Varianten „von der Stange“ gibt es auch die Möglichkeit, einen SLC Custom individuell fertigen zu lassen. Einzige Vertreter dieser Bauart sind The Great Nor’Easter und Odyssey.

## Züge, Antrieb und Bremsen
Die meisten Anlagen haben Züge mit zehn Wagen für je zwei Personen. Nur die beiden Prototypen haben acht (El Condor) bzw. sieben (T2) Wagen. Ebenfalls besitzen fast alle Bahnen zwei Züge, einige wenige haben drei und nur eine Bahn besitzt nur einen Zug.
Die Passagiere sind während der Fahrt mit Schulterbügeln gesichert. Vekoma hat einen neuen Zugtyp angekündigt, bei dem weit weniger massive Bügel zum Einsatz kommen und somit der Fahrkomfort verbessert werden soll.
Als Antrieb kommt ein Kettenlift zum Einsatz, der die Züge auf den Lifthill befördert.
Als Bremsen werden klassische pneumatisch betriebene Backenbremsen eingesetzt. Einige neuere Anlagen z. B. Kumali haben als Schlussbremse Wirbelstrombremsen.

## Technische Daten der Standard-Versionen
|                 | SLC (689 m Standard)                                   | SLC (662 m Prototype)                                             | SLC (787 m Extended)                      | SLC (765 m Extended with Helix)           |
| --------------- | ------------------------------------------------------ | ----------------------------------------------------------------- | ----------------------------------------- | ----------------------------------------- |
| Typ             | Stahl – Inverted                                       | Stahl – Inverted                                                  | Stahl – Inverted                          | Stahl – Inverted                          |
| Kapazität       | 1040 Personen pro Stunde (zwei Züge mit je zehn Wagen) | 900 Personen pro Stunde (zwei Züge mit je sieben oder acht Wagen) | 500 Personen pro Stunde (ein Zug)         | 1500 Personen pro Stunde (drei Züge)      |
| Länge           | 689 m                                                  | 662 m                                                             | 787 m                                     | 765 m                                     |
| Höhe            | 33,3 m                                                 | 31 m                                                              | 31 m                                      | 33,3 m                                    |
| Inversionen     | 5                                                      | 5                                                                 | 5                                         | 5                                         |
| Geschwindigkeit | 80 km/h                                                | 80 km/h                                                           | 72 km/h                                   | 80 km/h                                   |
| Fahrzeit        | 1:36 Minuten                                           | 2:02 Minuten                                                      | 1:50 Minuten                              | 1:42 Minuten                              |
| Elemente        | Roll Over Sidewinder Double In-Line Twist              | Roll Over Sidewinder Double In-Line Twist                         | Roll Over Sidewinder Double In-Line Twist | Roll Over Sidewinder Double In-Line Twist |

## Suspended Family Coaster

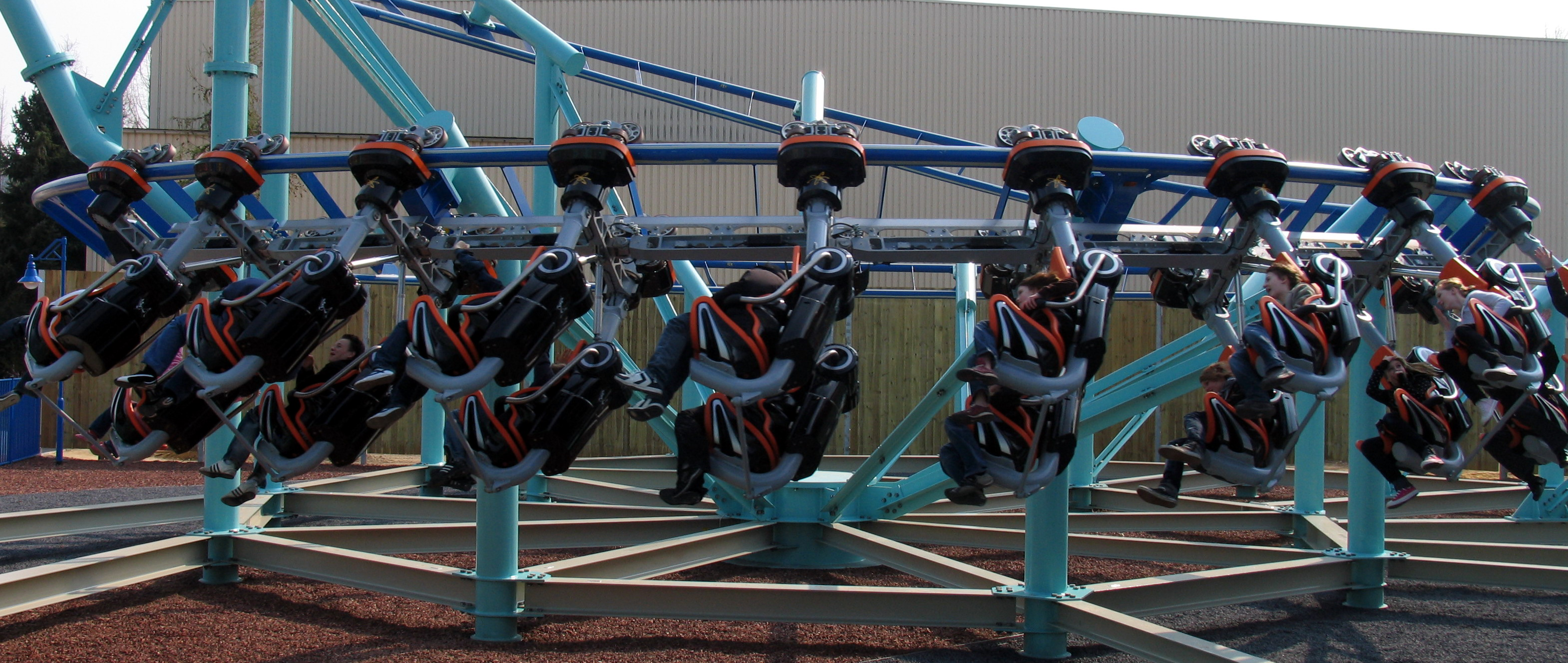
Jimmy Neutron’s Atomic Flyer, im Movie Park Germany

Mit dem Suspended Family Coaster (kurz: SFC) bietet Vekoma auch eine familienfreundlichere Version des Inverted Coasters an. Diese Version ist zum einen deutlich kürzer und besitzt zum anderen keine Inversionen. Die 342 m lange Version wurde seit 2001 in sieben Parks ausgeliefert. Am 31. März 2007 wurde die erste 294 m-Version, Jimmy Neutron’s Atomic Flyer, im Movie Park Germany eröffnet. Die kürzere Anlage ist auch die erste mit modifizierten Zügen, mit Sitzen ohne Schulterbügel. Im April 2007 wurde im schwedischen Gröna Lund in Stockholm die 400 m lange Bahn Kvasten mit „Custom“-Layout eröffnet.
Anders als die SLC haben die SFC einen Lifthill mit Reibradantrieb. Als Bremsen kommen bei der 294 m Version Wirbelstrombremsen zum Einsatz. Da es kein Blocksystem gibt, haben die Bahnen jeweils nur einen Zug für 16 (294 m) beziehungsweise 20 Personen (342 m).
Laut Hersteller dürfen Personen ab 110 cm Körpergröße mit den Bahnen fahren. Der TÜV hat die deutsche Anlage sogar schon ab 95 cm freigegeben.

## Bilder

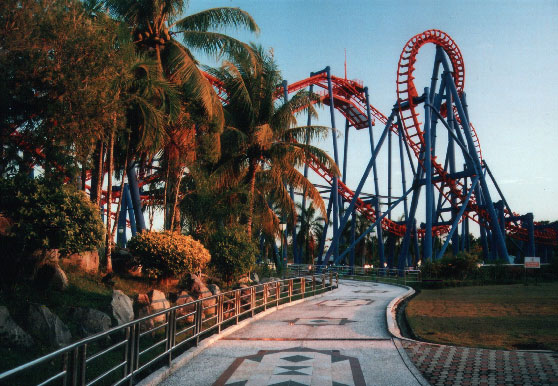
Custom SLC Pusing Lagi in Jerudong (Brunei)
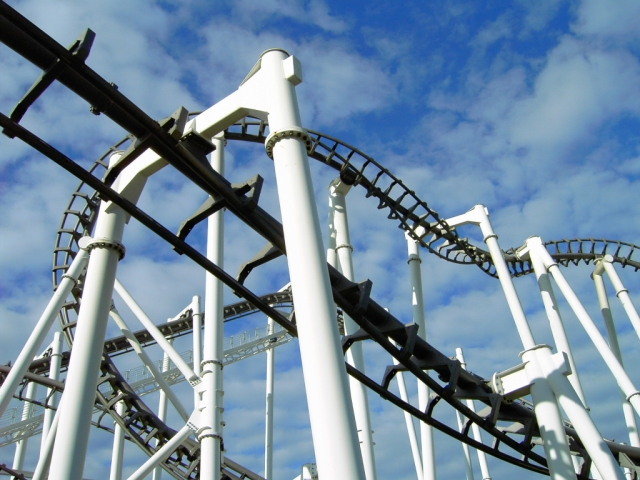
MP Express im Movie Park Germany
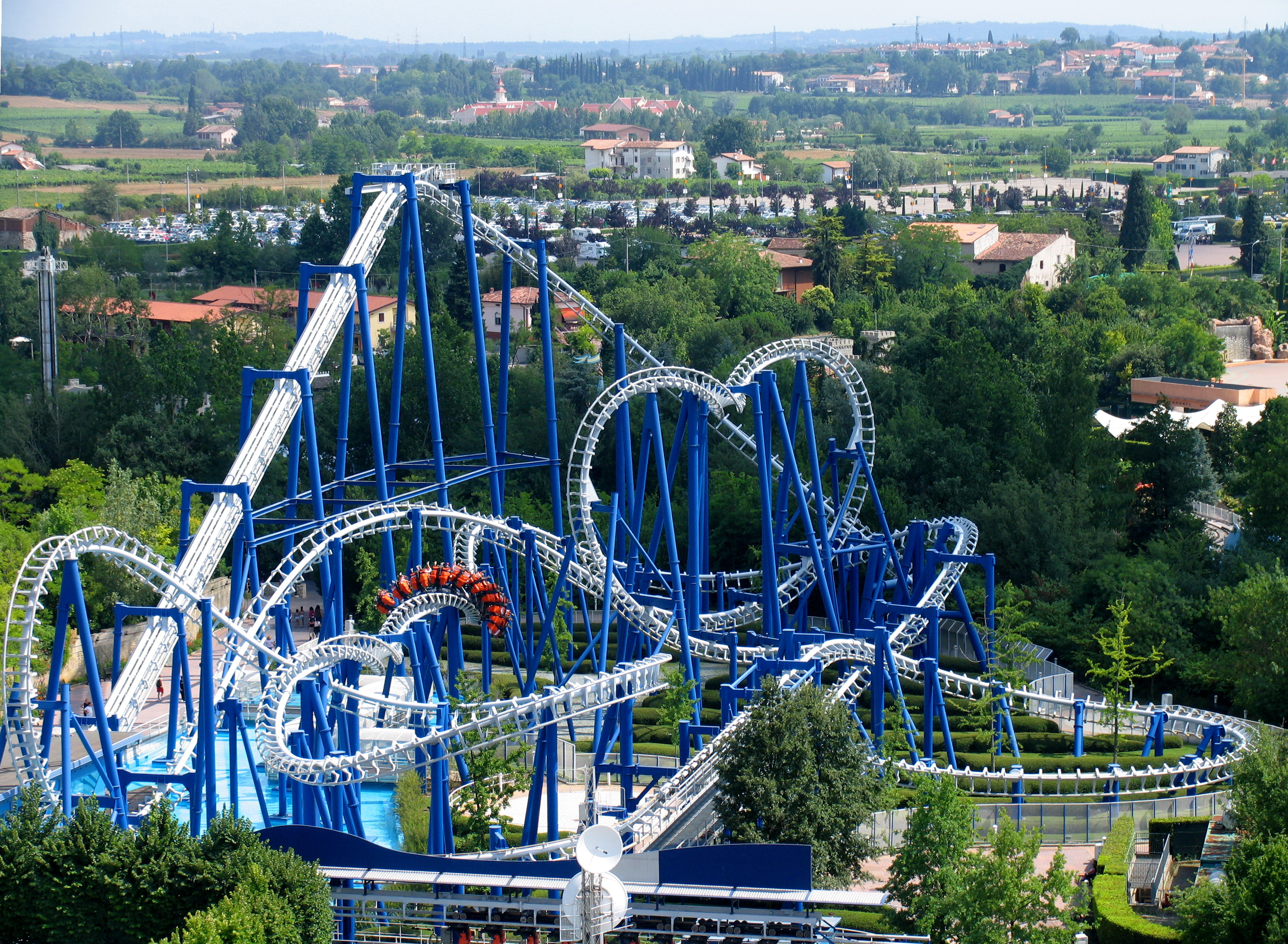
Blue Tornado im Gardaland
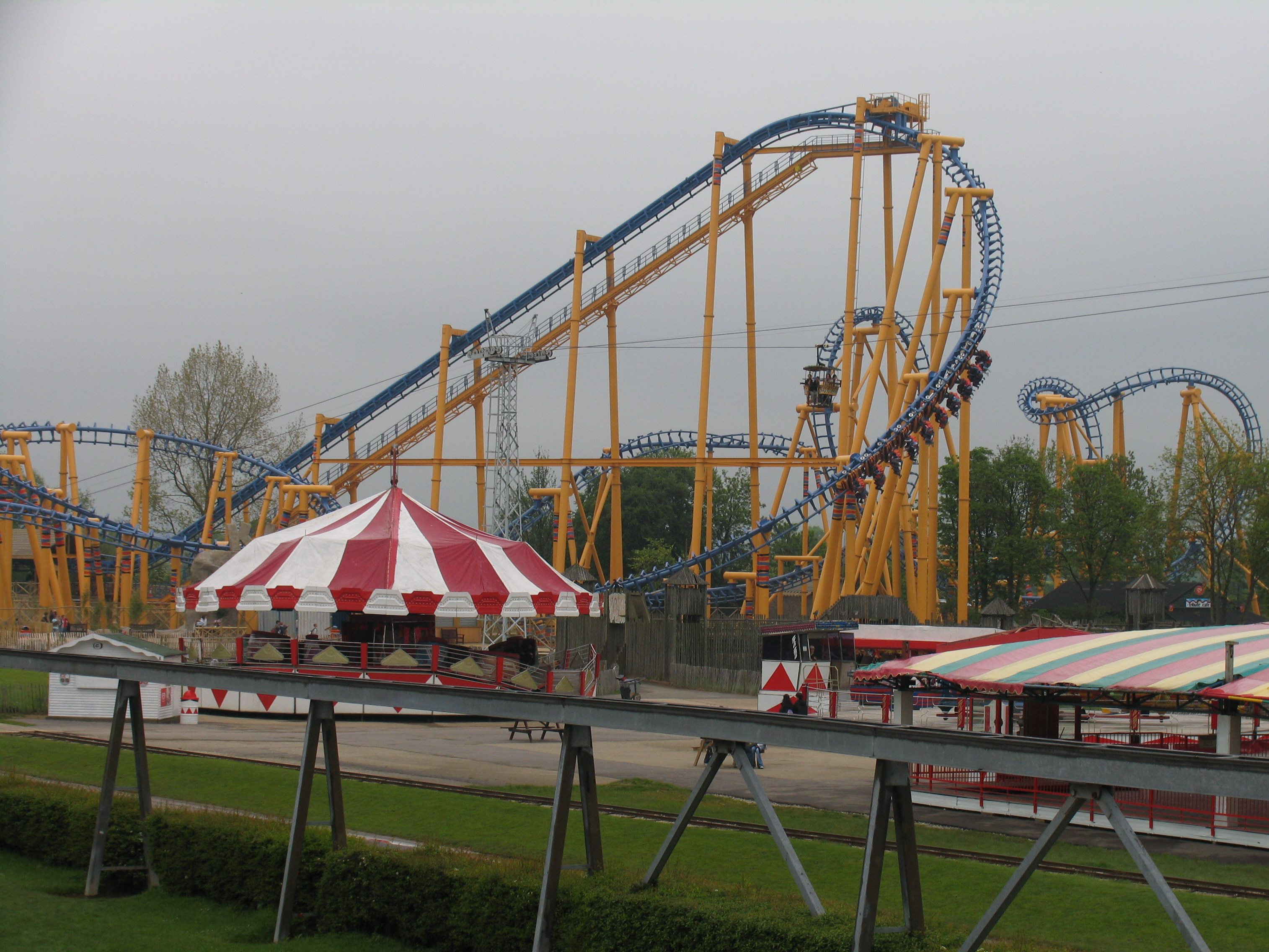
Kumali im Flamingoland
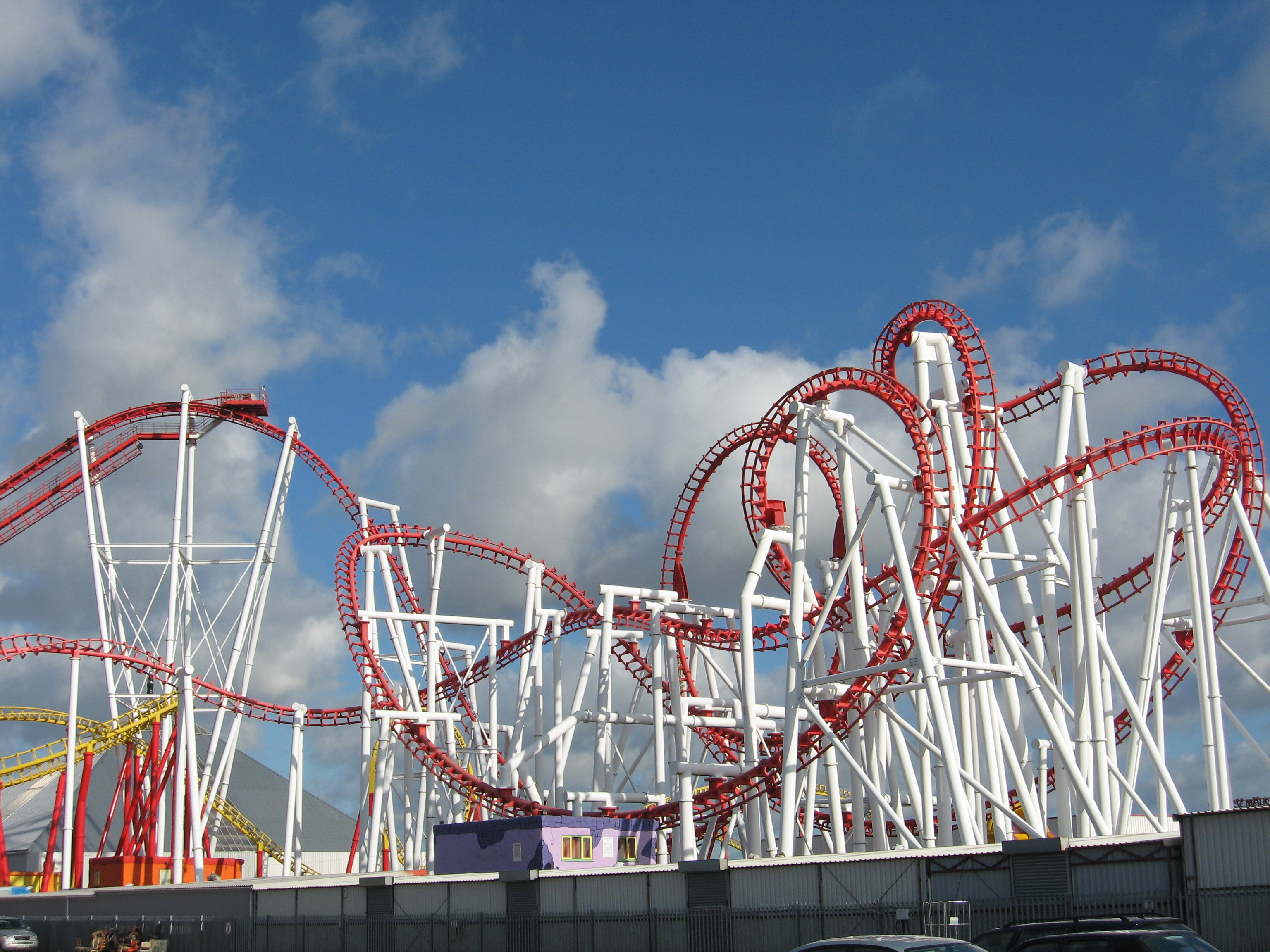
Custom SLC Odyssey im Fantasy Island

## Liste von Suspended Looping Coaster
| Achterbahn                        | Betreiber                                            | Land                         | Modell                   | Eröffnungsjahr | Schließungsjahr |
| --------------------------------- | ---------------------------------------------------- | ---------------------------- | ------------------------ | -------------- | --------------- |
| Arkham Asylum - Shock Therapy     | Warner Bros. Movie World                             | Australien                   | 765 m Extended mit Helix | 1995           | 2019            |
| Batman The Ride                   | Six Flags Mexico                                     | Mexiko                       | 689 m Standard           | 2000           |                 |
| Blue Tornado                      | Gardaland                                            | Italien                      | 765 m Extended mit Helix | 1998           |                 |
| Condor                            | Walibi Holland                                       | Niederlande                  | 662 m Prototyp           | 1994           |                 |
| Death Rail                        | Al Zawraa Land                                       | Irak                         | 689 m Standard           | 2015           |                 |
| Desafío                           | Parque de la Costa                                   | Argentinien                  | 689 m Standard           | 1999           |                 |
| Dragon in Clouds                  | Happy Valley (Chengdu)                               | Volksrepublik China          | Shenlin mit Helix        | 2009           |                 |
| Ednör - L’Attaque Serial Thriller | La Ronde Six Flags AstroWorld                        | Kanada Vereinigte Staaten    | 689 m Standard           | 2010 1999      | 2005            |
| F² Fright Flight                  | Nasu Highland Park                                   | Japan                        | 689 m Standard           | 1995           |                 |
| Firewhip Blackout                 | Beto Carrero World Suzuka Circuit                    | Brasilien Japan              | 689 m Standard           | 2008 1995      | 2007            |
| Flight Deck                       | Canada’s Wonderland                                  | Kanada                       | 689 m Standard           | 1995           |                 |
| Gauntlet                          | Magic Springs Theme and Water Park                   | Vereinigte Staaten           | 689 m Standard           | 2004           |                 |
| Golden Wings over the Snowfield   | Happy Valley (Peking)                                | Volksrepublik China          | Shenlin mit Helix        | 2006           |                 |
| Great Nor’Easter                  | Morey’s Piers                                        | Vereinigte Staaten           | Custom                   | 1995           |                 |
| Hurricane                         | Rusutsu Resort                                       | Japan                        | 689 m Standard           | 1996           |                 |
| Infusion Traumatizer              | Pleasure Beach Resort Southport Pleasureland         | Vereinigtes Königreich       | 689 m Standard           | 2007 1999      | 2006            |
| Iron Claw                         | Movie Park Germany                                   | Deutschland                  | 689 m Standard           | 2001           |                 |
| Jaguar                            | Isla Mágica                                          | Spanien                      | 765 m Extended mit Helix | 1997           |                 |
| Kong Hangman                      | Six Flags Discovery Kingdom Opryland USA             | Vereinigte Staaten           | 689 m Standard           | 1998 1995      | 1997            |
| Kumali                            | Flamingo Land                                        | Vereinigtes Königreich       | Shenlin                  | 2006           |                 |
| Kumba                             | Superland                                            | Israel                       | 689 m Standard           | 2001           |                 |
| Maya Adventure                    | Formosan Aboriginal Culture Village                  | Taiwan                       | 689 m Standard           | 1997           |                 |
| Mind Eraser                       | Elitch Gardens                                       | Vereinigte Staaten           | 689 m Standard           | 1997           |                 |
| Mind Eraser                       | Six Flags Darien Lake                                | Vereinigte Staaten           | 689 m Standard           | 1997           | 2023            |
| Nio                               | Greenland                                            | Japan                        | 689 m Standard           | 1997           |                 |
| Nopuko Air Coaster Cobra          | Lost Island Theme Park Ratanga Junction              | Vereinigte Staaten Südafrika | 765 m Extended mit Helix | 2022 1998      | 2018            |
| Odyssey                           | Fantasy Island                                       | Vereinigtes Königreich       | Custom                   | 2002           |                 |
| Professor Screamore's SkyWinder   | Six Flags America                                    | Vereinigte Staaten           | 689 m Standard           | 1995           |                 |
| Queen Cobra                       | Asia Park                                            | Vietnam                      | 689 m Standard           | 2017           |                 |
| Raptor Dream Thunder              | Fantasilandia International Dream Exchange Fair      | Chile Japan                  | 689 m Standard           | 2008 1997      | 1997            |
| Riddler Revenge                   | Six Flags New England                                | Vereinigte Staaten           | 689 m Standard           | 1997           |                 |
| Roller Coaster                    | Dream Park                                           | Ägypten                      | 765 m Extended mit Helix | 1999           |                 |
| Roller Coaster Mayan              | Energylandia                                         | Polen                        | 689 m Standard           | 2015           |                 |
| Snow Mountain Flying Dragon       | Happy Valley (Shenzhen)                              | Volksrepublik China          | Shenlin                  | 2002           | 2022            |
| Suspended Looping Coaster         | Suzhou Amusement Land                                | Volksrepublik China          | 787 m Extended           | 2003           | 2017            |
| T3                                | Kentucky Kingdom                                     | Vereinigte Staaten           | 662 m Prototyp           | 1995           | 2022            |
| Thunderhawk                       | Michigan's Adventure Geauga Lake & Wildwater Kingdom | Vereinigte Staaten           | 689 m Standard           | 2008 1998      | 2007            |
| Titánide                          | Terra Mítica                                         | Spanien                      | 689 m Standard           | 2003           |                 |
| Toxic Garden                      | Heide Park Resort                                    | Deutschland                  | 689 m Standard           | 1999           |                 |
| Twisted Typhoon                   | Wild Adventures                                      | Vereinigte Staaten           | 689 m Standard           | 1999           |                 |
| Vampire                           | Walibi Belgium                                       | Belgien                      | 689 m Standard           | 1999           |                 |
| Vortex Pusing Lagi                | Siam Amazing Park Jerudong Park Playground           | Thailand Brunei              | 787 m Extended           | 2007 1997      | 2005 oder 2006  |